# Лучик (присілок)
Лу́чик (рос. Лучик) — присілок в Ігринському районі Удмуртії, Росія.

## Населення
Населення — 72 особи (2010; 101 в 2002).
Національний склад станом на 2002 рік:
- удмурти — 71 %
- росіяни — 27 %

## Урбаноніми[3]
- вулиці — Хутірська, Центральна